# 海港–加州大學洛杉磯分校醫學中心
海港–加州大學洛杉磯分校醫學中心（英語：Harbor–UCLA Medical Center），位於美國加利福尼亞州洛杉磯縣托倫斯，1946年建立，是加利福尼亚大学洛杉矶分校的教學醫院，亦是洛杉磯縣南灣區的1級創傷中心。

## 外部連結
- Harbor-ucla.org: official Harbor-UCLA Medical Center website （页面存档备份，存于）
- OSHPD Project: Harbor–UCLA Medical Center in the CA Healthcare Atlas （页面存档备份，存于）

33°49′47″N 118°17′41″W / 33.8298°N 118.2947°W